# Epilohmannia nortoni
Epilohmannia nortoni är en kvalsterart som beskrevs av Sandór Mahunka 1977. Epilohmannia nortoni ingår i släktet Epilohmannia och familjen Epilohmanniidae. Inga underarter finns listade i Catalogue of Life.